# Olympische Sommerspiele 1976/Leichtathletik – Kugelstoßen (Frauen)

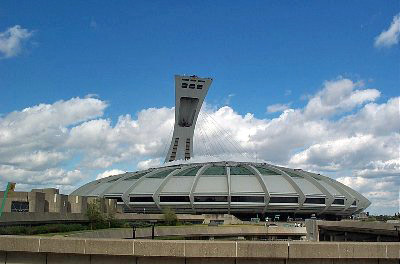
Das Olympiastadion in Montreal

Das Kugelstoßen der Frauen bei den Olympischen Spielen 1976 in Montreal wurde am 31. Juli 1976 im Olympiastadion Montreal ausgetragen. Dreizehn Athletinnen nahmen teil.
Olympiasiegerin wurde die Bulgarin Iwanka Christowa. Sie gewann vor Nadeschda Tschischowa aus der Sowjetunion und der Tschechoslowakin Helena Fibingerová.
Marianne Adam, Margitta Droese und Ilona Slupianek traten für die DDR an. Adam wurde Vierte, Slupianek Fünfte und Droese Sechste.
Die Bundesrepublik Deutschland wurde durch Eva Wilms vertreten, die Platz sieben erreichte.

Athletinnen aus der Schweiz, Österreich und Liechtenstein nahmen nicht teil.

## Rekorde

### Bestehende Rekorde
| Weltrekord         | 21,89 m | Iwanka Christowa ( Bulgarien)        | Belmeken, Bulgarien               | 4. Juli 1976      |
| Olympischer Rekord | 21,03 m | Nadeschda Tschischowa ( Sowjetunion) | Finale OS München, BR Deutschland | 7. September 1972 |

### Rekordverbesserung
Die bulgarische Olympiasiegerin Iwanka Christowa verbesserte den bestehenden olympischen Rekord mit ihrem fünften Versuch im Finale am 31. Juli um dreizehn Zentimeter auf 21,16 m. Ihren eigenen Weltrekord verfehlte sie um 73 Zentimeter.

## Durchführung des Wettbewerbs
Auf Grund der nur dreizehn Teilnehmerinnen wurde auf eine Qualifikationsrunde verzichtet, sodass die Athletinnen am 31. Juli direkt zum Finale antraten. Jede Wettbewerberin hatte zunächst drei Versuche. Den besten Acht standen anschließend drei weitere Stöße zur Verfügung. Der Wettkampf begann um 17:40 Uhr Ortszeit (UTC−5).

## Legende
Kurze Übersicht zur Bedeutung der Symbolik – so üblicherweise auch in sonstigen Veröffentlichungen verwendet:
| x | ungültig |

## Resultat
Datum: 31. Juli 1976, 17:40 Uhr
| Platz | Name                    | Nation           | 1. Versuch | 2. Versuch | 3. Versuch | 4. Versuch                                  | 5. Versuch                                  | 6. Versuch                                  | Endresultat | Anmerkung |
| ----- | ----------------------- | ---------------- | ---------- | ---------- | ---------- | ------------------------------------------- | ------------------------------------------- | ------------------------------------------- | ----------- | --------- |
| 1     | Iwanka Christowa        | Bulgarien        | 19,96 m    | 20,88 m    | 20,67 m    | 20,47 m                                     | 21,16 m OR                                  | 20,19 m                                     | 21,16 m     | OR        |
| 2     | Nadeschda Tschischowa   | Sowjetunion      | 20,84 m    | 20,96 m    | x          | x                                           | 14,16 m                                     | x                                           | 20,96 m     |           |
| 3     | Helena Fibingerová      | Tschechoslowakei | x          | 19,68 m    | 20,15 m    | x                                           | 20,67 m                                     | x                                           | 20,67 m     |           |
| 4     | Marianne Adam           | DDR              | 20,55 m    | x          | x          | x                                           | 18,15 m                                     | 19,50 m                                     | 20,55 m     |           |
| 5     | Ilona Slupianek         | DDR              | 20,52 m    | 19,78 m    | 19,65 m    | 19,80 m                                     | 19,72 m                                     | 20,54 m                                     | 20,54 m     |           |
| 6     | Margitta Droese         | DDR              | x          | 17,53 m    | 19,15 m    | x                                           | 19,64 m                                     | 19,79 m                                     | 19,79 m     |           |
| 7     | Eva Wilms               | BR Deutschland   | x          | 19,11 m    | 19,29 m    | 19,29 m                                     | x                                           | x                                           | 19,29 m     |           |
| 8     | Elena Stojanowa         | Bulgarien        | 18,89 m    | 18,50 m    | 18,85 m    | x                                           | x                                           | 18,61 m                                     | 18,89 m     |           |
|       |                         |                  |            |            |            |                                             |                                             |                                             |             |           |
| 9     | Swetlana Kratschewskaja | Sowjetunion      | x          | 18,11 m    | 18,36 m    | nicht im Finale der besten acht Athletinnen | nicht im Finale der besten acht Athletinnen | nicht im Finale der besten acht Athletinnen | 18,36 m     |           |
| 10    | Faina Melnik            | Sowjetunion      | 17,46 m    | 17,77 m    | 18,07 m    | nicht im Finale der besten acht Athletinnen | nicht im Finale der besten acht Athletinnen | nicht im Finale der besten acht Athletinnen | 18,07 m     |           |
| 11    | María Elena Sarría      | Kuba             | x          | 16,31 m    | x          | nicht im Finale der besten acht Athletinnen | nicht im Finale der besten acht Athletinnen | nicht im Finale der besten acht Athletinnen | 16,31 m     |           |
| 12    | Maren Seidler           | USA              | 14,63 m    | 15,60 m    | x          | nicht im Finale der besten acht Athletinnen | nicht im Finale der besten acht Athletinnen | nicht im Finale der besten acht Athletinnen | 15,60 m     |           |
| 13    | Lucette Moreau          | Kanada           | 14,79 m    | 14,87 m    | 15,48 m    | nicht im Finale der besten acht Athletinnen | nicht im Finale der besten acht Athletinnen | nicht im Finale der besten acht Athletinnen | 15,48 m     |           |

Als Favoritinnen galten die bulgarische Weltrekordlerin (21,89 m) Iwanka Christowa und die DDR-Athletin Marianne Adam, die im Mai des Olympiajahres als Christowas Vorgängerin den Weltrekord auf 21,67 m gesteigert hatte. Die Olympiasiegerin von 1972, Nadeschda Tschischowa, wurde als nicht mehr ganz so stark eingeschätzt. Aber immerhin war sie 1974 mit 20,78 m auch Europameisterin geworden.
Im olympischen Wettkampf jedoch zeigte Tschischowa gleich im ersten Versuch, dass mit ihr noch zu rechnen war. Mit ausgezeichneten 20,84 m setzte sie sich an die Spitze, gefolgt von Adam und Ilona Slupianek. Im zweiten Durchgang verbesserte sich Tschischowa weiter auf nun 20,96 m. Christowa schob sich auf Platz zwei vor und kam der führenden sowjetischen Athletin mit ihren 20,88 m schon gefährlich nahe. In den Runden drei und vier änderte sich nichts. Im fünften Versuch war die erste Weite über der 21-Meter-Marke fällig: Christowa stieß die Kugel auf 21,16 m und übernahm damit die Führung. Außerdem schob sich die Tschechoslowakin Helena Fibingerová mit ihren 20,67 m aus diesem Durchgang an den beiden Kugelstoßerinnen aus der DDR vorbei auf Platz drei. In der letzten Runde änderte sich an dieser Reihenfolge nichts mehr. So wurde die Weltrekordlerin Iwanka Christowa auch Olympiasiegerin. Nadeschda Tschischowa gewann etwas überraschend die Silbermedaille und Bronze ging an Helena Fibingerová. Marianne Adam und Ilona Slupianek, frühere Ilona Schoknecht, spätere Ilona Briesenick, belegten die Ränge vier und fünf.
Das Niveau in dieser Disziplin hatte gegenüber den Vorjahren noch einmal deutlich angezogen. Iwanka Christowas Siegesweite bedeutete neuen olympischen Rekord, gleichzeitig übertrafen fünf Athletinnen die 20-Meter-Marke. In München waren es vier Jahre zuvor zwei Kugelstoßerinnen gewesen, denen das gelungen war. In Mexiko-Stadt hatte acht Jahre zuvor nur die Siegerin weiter als neunzehn Meter gestoßen, was damals Weltrekord war.
Iwanka Christowa wurde die erste Olympiasiegerin Bulgariens im Kugelstoßen der Frauen.

Helena Fibingerová gewann die erste tschechoslowakische Medaille in dieser Disziplin.

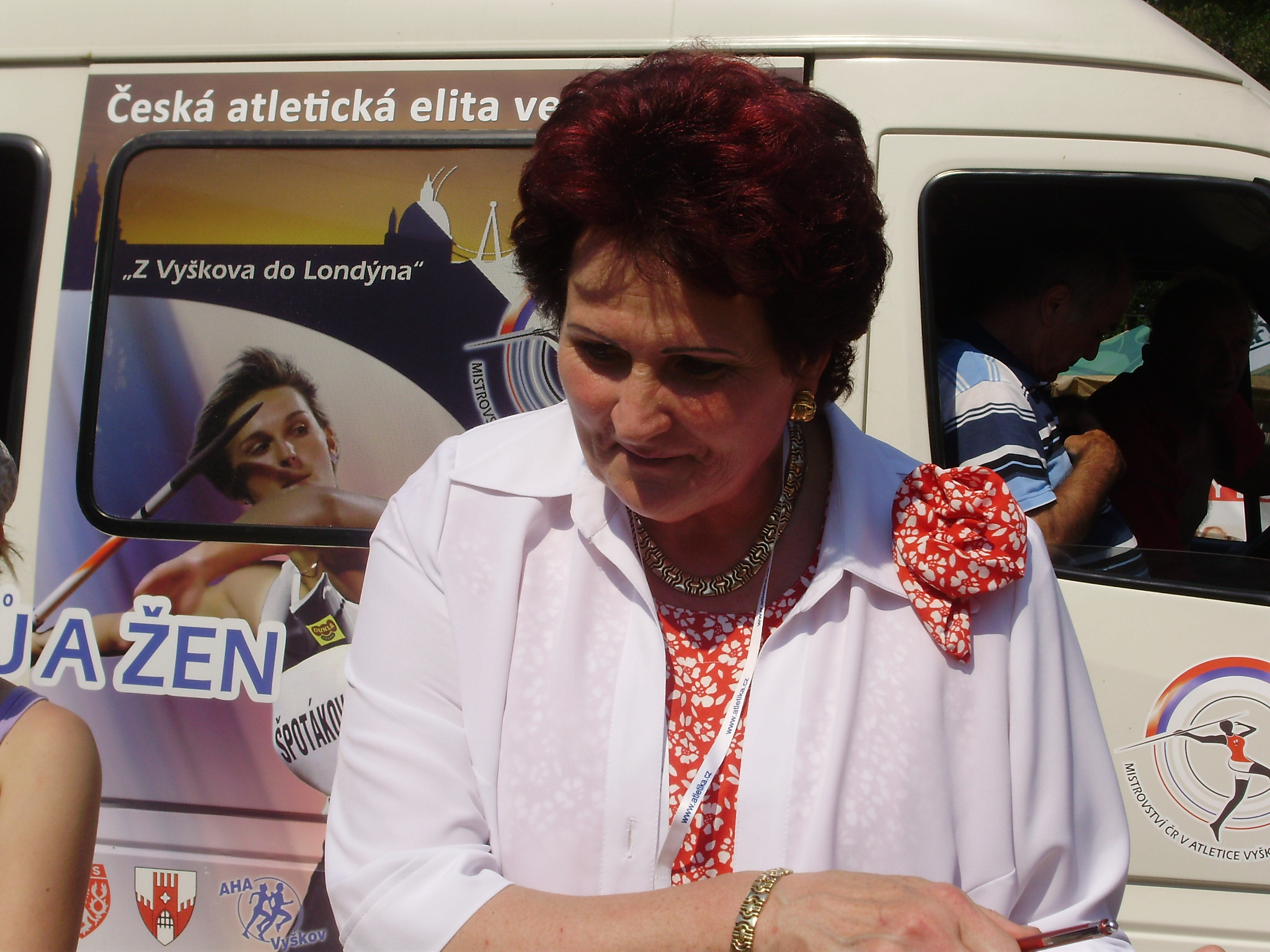
Bronzemedaillengewinnerin Helena Fibingerová (Foto: 2012)
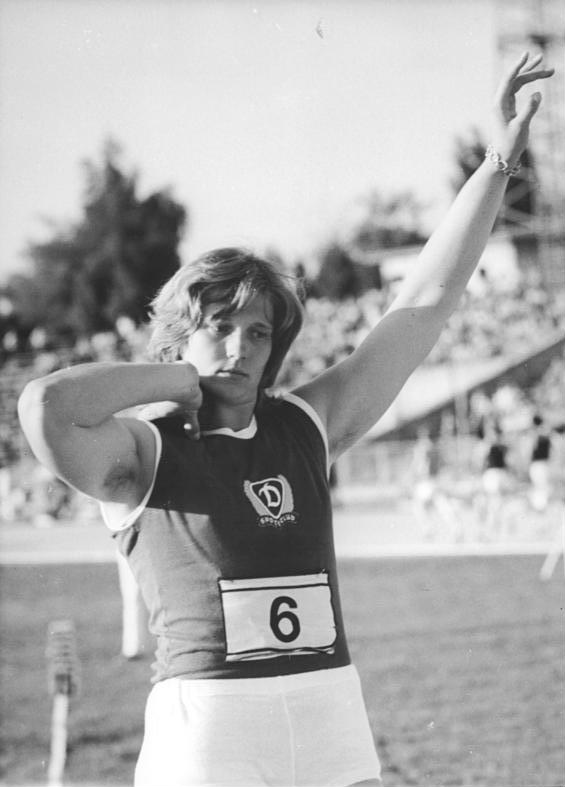
Die Olympiavierte Marianne Adam
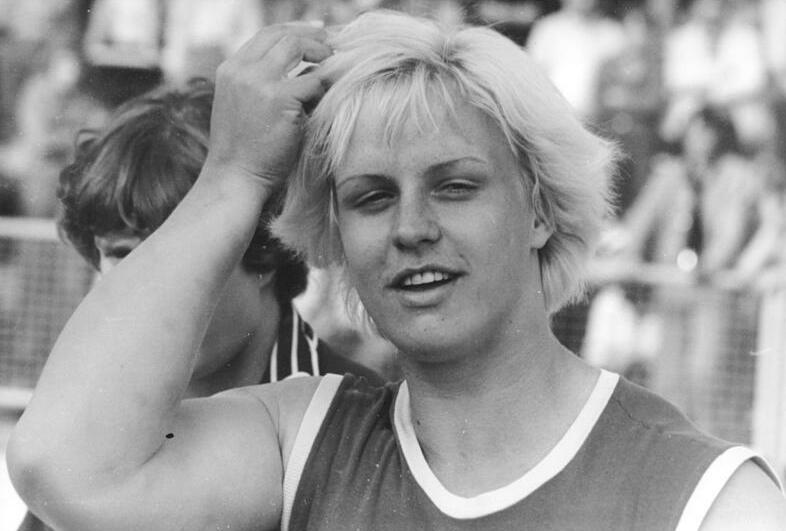
Ilona Slupianek erreichte Platz fünf
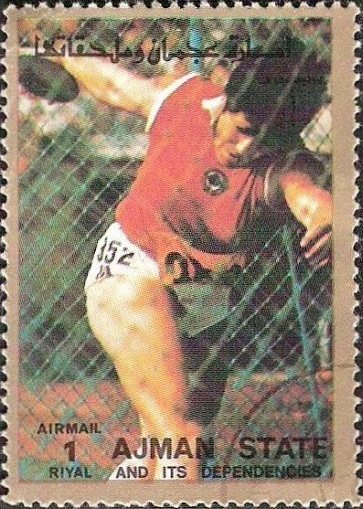
Faina Melnik – Diskuswurfolympiasiegerin 1972 und hier auf Rang vier im Diskuswurf – kam auf den zehnten Platz

## Video
- 1976 Olympics Women's Shot Put Final.mp4, youtube.com, abgerufen am 21. Dezember 2017